# اعتكاس الجنس
عكس الجنس هو عملية بيولوجية يُقلب من خلالها المسار الموجه نحو مصير الجنس المحدد بالفعل نحو الجنس الآخر، مما يخلق خلافًا بين مصير الجنس الأساسي والنمط الظاهري للجنس المعبر عنه. تحدث عملية عكس الجنس أثناء التطور الجنيني أو قبل تمايز الغدد التناسلية. في أنواع نظام تحديد الجنس عكس الجنس يعني أن النمط الظاهري الجنسي غير متوافق مع الجنس الوراثي / الكروموسومي. يعني الانعكاس الجنسي في أنواع نظام تحديد الجنس المعتمد على درجة الحرارة أن درجة الحرارة / الظروف التي عادةً ما تؤدي إلى التمايز تجاه نمط ظاهري جنسي واحد تنتج النمط الظاهري الجنسي المعاكس.
يمكن أن يحدث الانقلاب الجنسي بشكل طبيعي، عن طريق الطفرات، أو يمكن أن يحدث بشكل مصطنع. يمكن أن يحدث الانقلاب الجنسي وراثيًا أو هرمونيًا في المختبر. يمكن أن يحدث أيضًا بشكل مصطنع عن طريق التعرض لمواد اضطراب الغدد الصماء مثل الملوثات، بما في ذلك مبيدات الأعشاب، والتي يمكن أن تعمل كمحفزات أو مثبطات للإستروجين، على سبيل المثال عن طريق تغيير تعبير الأروماتاز.

## في الفقاريات

### في الأسماك المتجانسة
في الأسماك المتجانسة، يمكن تحديد الجنس وراثيًا أو بيئيًا أو مزيجًا من الاثنين. في الأسماك، يمكن أن يكون المصير الجنسي الأولي عرضة للتغيير عن طريق التعرض للهرمونات وعوامل بيئية متعددة، مثل الكثافة السكانية ، ودرجة الحموضة في الماء، أو درجة الحرارة. يمكن أن تؤثر هذه الحالات على تطور الغدد التناسلية والتمايز، مما قد يؤدي إلى انعكاس الجنس. في أسماك الميداكا، حيث وُثِقَ الانقلاب الجنسي، يُظهر الجين المشترك المتعلق بالتطور الطبيعي للذكور، جين dmy. في التجمعات البرية، يمكن عكس النمط الظاهري لمصير الإناث للذكور إذا كانت تحمل الجين dmy أو جين dmy المتحور ويمكن عكس الذكور الجينية إلى الإناث إذا كانت تفتقر إلى dmyالجين.

### إحداث انعكاس في صناعة الاستزراع المائي
في تربية الأحياء المائية ، تعتبر السيطرة على الجنس مهمة بسبب دور الجنس في النمو والتكاثر. في الأسماك، يمكن أن تختلف معدلات النمو بين الجنسين. يمكن أن تؤثر هذه الاختلافات على قيمتها الاقتصادية. يمكن أن يؤدي إنتاج مجموعة أسماك أحادية الجنس إلى تحسين جودة المنتج وبالتالي تحقيق أرباح مالية أعلى.
إن عكس الجنس الناجم عن الهرمونات هو الطريقة الأكثر شيوعًا المستخدمة في تربية الأحياء المائية. ويتكون من تعريض الأسماك غير المتمايزة جنسيًا للمنشطات الجنسية.هناك طرق أخرى للحث على عكس الجنس في الأسماك مثل التلاعب الكروموسومي / الجيني أو التهجين أو العلاجات التي تؤثر على تحديد الجنس أو تمايز الغدد التناسلية (مثل درجة الحرارة، كثافة السكان، درجة الحموضة، العوامل الاجتماعية).

### في البرمائيات
حُدِدَ الجنس وراثيا في البرمائيات. وُثِقَ الانعكاس الجنسي الناتج عن درجة الحرارة في بعض أنواع البرمائيات الأنورانية والذيلية. يمكن أن تؤثر درجة الحرارة فقط على التمايز بين الجنسين خلال فترة تسمى فترة الحساسية للحرارة والتي تختلف بين الأنواع. يمكن للضفادع الصغيرة أو اليرقات المعرضة لدرجات حرارة معينة أعلى أو أقل، اعتمادًا على عتبات درجة حرارة الأنواع، التفريق بين الغدد التناسلية التي لا تتوافق مع مصيرها الجنسي الأساسي.
يمكن أيضًا تحفيز انعكاس الجنس في البرمائيات عن طريق التعرض للستيرويد والملوثات الجنسية. يمكن أن تؤثر اضطرابات الغدد الصماء على تمايز الغدد التناسلية، وبالتالي تحث على الانعكاس الجنسي. يؤدي التعرض لإيثيلنيل استراديول و ثنائي الفينول أ إلى إحداث تأثيرات تأنيث. يمكن أن تحدث تأثيرات الذكورة عن طريق التعرض لعقار ترينبولون، المستخدم في الماشية.
أظهرت الأبحاث التي يوضح هذا العمل أن جنس الإناث الجيني ينعكس إلى ذكور النمط الظاهري وأن جنس الذكور الجيني ينعكس إلى إناث النمط الظاهري، مما يوفر دليلًا على أن عكس الجنس يمكن أن يكون ثنائي الاتجاه في البرمائيات. في حين أن التلوث الكيميائي الذي يسبب اضطراب الغدد الصماء معروف من التجارب المعملية أنه يتسبب في انعكاس الجنس في البرمائيات، يحدث عكس الجنس في الضفادع الخضراء بغض النظر عن التلوث، مما يشير إلى أن الانعكاس الجنسي هو عملية طبيعية في البرمائيات

### في الزواحف
يمكن تحديد الجنس في الزواحف وراثيًا أو بيئيًا أو عن طريق تفاعل كليهما. وُثِقَ الانعكاس الجنسي بالتفصيل في التجمعات البرية للتنين المركزي الملتحي بوجونا فيتيكبس، وفي السقنقور الشرقي باسيانا دوبريي. في هذه الأنواع، يتم تجاوز جنسها المحدد وراثيًا بتأثير درجة الحرارة.
يمكن أن يحدث الانقلاب الجنسي في الزواحف عن طريق التلاعب الهرموني أو العلاجات التي تؤثر على تحديد الجنس (مثل درجة الحرارة) أو عن طريق تثبيط جين أروماتيز ( CYP19A1) الذي يتسبب في انعكاس الجنس من النمط الظاهري للإناث إلى النمط الظاهري للذكور.

### في الطيور
في الطيور، وُثِقَ انعكاس الجنس في الظروف الطبيعية والتجريبية. يمكن أن يؤدي التلاعب بالستيرويد الجنسي إلى انعكاس الجنس في الطيور. حُقِنت مثبطات الأروماتاز في بيض الدجاج قبل مرحلة تمايز الغدد التناسلية للحث على نمو الخصية في أجنة ZW.

### في الثدييات
وُثِقَ انعكاس الجنس في الثدييات في الأنواع المستأنسة مثل الأبقار، وجاموس الماء، والخيول، والكلاب، والقطط، والخنازير، والماعز، وما إلى ذلك. يرتبط الانقلاب الجنسي في هذه الأنواع عادةً بالتغيرات الجينية، وغالبًا ما يرتبط النمط الظاهري الناتج بتشوه الغدد التناسلية. وُثِقَ الانعكاس الطبيعي للجنس دون آثار مدمرة على الخصوبة في العديد من القوارض، بما في ذلك Myopus schisticolor و Dicrostonyx torquatus و عَدَسيٌّ وفأر قزم إفريقي والعُكْبُر. في هذه الأنواع، يطور بعض الأفراد الذين حُدِدوا وراثيًا على أنهم ذكور بنية مبيض نموذجية.   في هذه الأنواع من القوارض، يحدث الانعكاس الجنسي بشكل رئيسي بعد الأحداث الطفرية.